# ExifTool
ExifTool是Phil Harvey以Perl寫成的自由开源软件，可讀寫及處理圖像、視頻及音頻的metadata，例如Exif、IPTC、XMP、JFIF、GeoTIFF、ICC Profile。它是跨平台的，可作為命令列或Perl函式庫使用。